# La pequeña castellana
La pequeña castellana es una escultura de Camille Claudel

## Origen
La escultora Camille Claudel durante el verano de 1891 pasó una temporada con Auguste Rodin en el castillo de la Islette, valle del Loira, Francia. Este sitio se convirtió en su refugio, fue aquí que Camille ocultó su embarazo y la pérdida de su hijo. Era un ambiente tranquilo en donde la escultora comenzó el retrato de La pequeña castellana o La petite châtelaine, que concluiría en 1864. La modelo fue una niña de seis años llamada Marguerite Boyer, nieta de la propietaria del castillo, la señora Courcelles. La chica posó aproximadamente 62 horas durante dos veranos. El modelaje definitivo se realizó en verano de 1893. Esto se menciona en una carta de Camille a Paul Claudel, su hermano, en donde le cuenta que se haría la exposición en la Libre Estética en Bruselas en 1894 con el título La Contemplación. Después de dicha presentación fue expuesta la escultura en bronce el mismo año en la Sociedad Nacional, en París, la pieza fue adquirida por el barón Alphonse de Rothschild y ofrecido en 1896 al Museo de Beaufort-en-Vallée. En 1908, Joseph Denais, en su catálogo ilustrado escribió que un busto en bronce estaba en el Museo de Copenhaghe, y Mathias Morthardt menciona que uno se encuentra en la colección Thaulow.

## Importancia
La obra fue importante en la carrera de Claudel, en ella se muestra el poder de expresión y su capacidad de percibir y representar el mundo interior de la pequeña. El rostro transmite plenamente la concentración de la pequeña niña, en donde la escultora observó a detalle sus gestos. Se puede apreciar en el trabajo una influencia clásica, Claudel realizó varios yesos. En 1895 Camille realizó cuatro mármoles más, difieren por la forma e importancia de la trenza de la pequeña. El mármol de Fritz Thaulow presenta un tejido grueso, hoy se encuentra en el Museo Rodin. En 1986 la artista realiza una cuarta versión en mármol de la pequeña, pero con un sombreado que se nota en el cabello.
Gustave Geffroy dijo sobre la escultura que era «La cabeza de una niña con ojos febriles casi alucinante, una nueva expresión, y una ingenuidad inquieta en busca de saber». Claudel en esta obra no niega la herencia de su maestro. Este busto fue una de las preferidas de Claude Debussy, al respecto comentó: «Me encantó La petite châtelaine, una de las evocaciones más gráciles que ha inspirado al poeta del mármol de la cara de un niño frente a lo desconocido».
El ejemplar de la obra que forma parte del acervo de Museo Soumaya fue fundido por Delval, Antony, en Francia y tiene plasmada la firma "C. Claudel" en la parte trasera del hombro derecho.